# Ciprus az 1992. évi téli olimpiai játékokon
Ciprus a franciaországi Albertville-ben megrendezett 1992. évi téli olimpiai játékok egyik részt vevő nemzete volt. Az országot az olimpián 1 sportágban 4 sportoló képviselte, akik érmet nem szereztek.

## Alpesisí
Férfi
| Versenyző              | Versenyszám            | 1. futam | 1. futam | 2. futam | 2. futam | Összesítés | Összesítés |
| Versenyző              | Versenyszám            | Idő      | Hely.    | Idő      | Hely.    | Idő        | Helyezés   |
| ---------------------- | ---------------------- | -------- | -------- | -------- | -------- | ---------- | ---------- |
| Szokrátisz Arisztodímu | Műlesiklás             | 1:12,68  | 64.      | 1:11,21  | 47.      | 2:23,89    | 47.        |
| Szokrátisz Arisztodímu | Óriás-műlesiklás       | 1:25,03  | 92.      | 1:23,13  | 70.      | 2:48,16    | 76.        |
| Szokrátisz Arisztodímu | Szuperóriás-műlesiklás |          |          |          |          | 1:30,13    | 80.        |
| Aléxisz Fotiádisz      | Műlesiklás             | 1:07,10  | 58.      | 1:07,66  | 44.      | 2:14,76    | 44.        |
| Aléxisz Fotiádisz      | Óriás-műlesiklás       | 1:22,01  | 79.      | 1:17,98  | 60.      | 2:39,99    | 61.        |
| Aléxisz Fotiádisz      | Szuperóriás-műlesiklás |          |          |          |          | 1:30,31    | 81.        |
| Andréasz Vaszíli       | Műlesiklás             | 1:11,97  | 63.      | 1:34,70  | 63.      | 2:46,67    | 55.        |
| Andréasz Vaszíli       | Óriás-műlesiklás       | 1:22,86  | 82.      | 1:23,40  | 73.      | 2:46,26    | 69.        |
| Andréasz Vaszíli       | Szuperóriás-műlesiklás |          |          |          |          | 1:32,78    | 84.        |

Női
| Versenyző        | Versenyszám      | 1. futam | 1. futam | 2. futam | 2. futam | Összesítés | Összesítés |
| Versenyző        | Versenyszám      | Idő      | Hely.    | Idő      | Hely.    | Idő        | Helyezés   |
| ---------------- | ---------------- | -------- | -------- | -------- | -------- | ---------- | ---------- |
| Karolína Fotiádu | Műlesiklás       | 1:06,13  | 42.      | 58,06    | 34.      | 2:04,19    | 35.        |
| Karolína Fotiádu | Óriás-műlesiklás | 1:28,66  | 50.      | 1:28,48  | 39.      | 2:57,14    | 39.        |